# پ مثل پلیکان
پ مثل پلیکان به کارگردانی پرویز کیمیاوی و بازیگری آقا سید علی میرزا در سال ۱۳۵۱ خورشیدی ساخته شد. این فیلم یکی از تاثیرگذارترین و شاعرانه‌ترین فیلم‌های مستند تاریخ سینمای ایران است بازیگر اصلی آن آقا سید علی میرزا بود. سیدعلی میرزا پیرمردی بود که در خرابه‌های ارگ طبس زندگی می‌کرد و با کمک مردم، روزگار می‌گذراند. از جوانی به دلیل اختلاف با خانواده در خرابه‌های ارگ زندگی می‌کرد و به شهر طبس نمی‌آمد. موفقیت فیلم در نمایش فضای غریب، تنها و پر مهرِ آسیدعلی میرزا، او را تبدیل به شخصیت سینماییِ جذاب و ماندگاری کرده بود.

## داستان[نیازمند منبع]
سید علی میرزا اهل طبس در ایام جوانی‌اش عاشق دختری به نام مریم می‌شود. اما خانواده سید علی میرزا با وصلت وی با مریم شدیدا مخالفت می‌کنند و زندگی را برای میرزا، پوچ و بی معنی می‌کنند.
مریم نیز که از میرزا ناامید می‌شود بر حسب اجبار با مرد دیگری ازدواج می‌کند و زندگی میرزا را به یاس مطلق مبدل می‌کند. ادامه زندگی بدون مریم به حدی برای میرزا دردآور و غیر قابل تصور می‌شود که چاره ای جز جنون نمی‌یابد.
میرزا با دلی شکسته جلای شهر و خانواده می‌کند و چون جغد شومی به مدت ۴۰ سال به تنهایی در ارگ مخروبه شهر طبس ماوا می‌گزیند. مردم وی را دیوانه می‌پندارند و دست به آزار و اذیتش می‌برند.
پس از زلزله شایع شد كه مردم طبس پیکر او را از زیر آوار بیرون آورده اند و در محوطه امامزاده این شهر دفن كرده اند، اما پس از ۲۳ سال و در سال ۱۳۸۱ زمانی كه كارشناسان میراث فرهنگی برای بازسازی و احیای ارگ طبس به آن جا رفتند پیکر او را سالم پیدا كردند.
زمانی كه ارگ طبس زیر نظر میراث استان خراسان بود، برای خاكبرداری و یافتن پلان اصلی بنا اقدام شد. در مراحل پایان كار، در یكی از بخش های ارگ، پیکر او را تقریبا سالم، پیدا كردند. پوست بدن، صورت و لباس های او هیچ تغییری نكرده بود. اما به نظر می رسید پیکر از داخل پوسیده باشد، با این حال پیکر را به راحتی بلند كرده و حركت داده شد. صورت او سالم و از روی عكس و فیلم های موجود كاملا قابل شناسایی بود.
و این تعجب همه را برانگیخته بود، چون طبس شهر گرمسیری است.
برخی از مردم طبس برای او احترام زیادی قایل بودند با این حال مردم طبس خواستند او را در ارگ طبس دفن كنند. با موافقت مسئولان، پیکر او در یكی از راهروهای ارگ دفن شد. در این مراسم تمام مردم جمع شده بودند، به طوری كه تا به امروز در هیچ مراسم تشییعی در طبس، چنین جمعیتی دیده نشده بود  شاید این جریان مردم را به یاد دفن کردن عزیزان و نزدیکانشان در زمان زلزله ۵۷ طبس می انداخت.در باره او می گویند: آدم خاصی بود و بعد از فوت پدرش رفتارهای بعضی از اقوام باعث شد از مردم دوری كند. حتی عده ای به او مجنون می گفتند. در صورتی كه او، شخصی باهوش، باسواد و خوش ذوق بود و شعر می گفت و خط بسیار خوشی نیز داشت. اشعاری كه در فیلم خوانده می شود، متعلق به مرحوم آسید علی میرزا است. او روی دیوارهای ارگ نیز با خط خود اشعار زیادی نوشته بود.